# Kortvingad ängsgräshoppa
Kortvingad ängsgräshoppa (Chorthippus parallelus) är en art i insektsordningen hopprätvingar som tillhör familjen markgräshoppor. 

## Kännetecken
Den kortvingade ängsgräshoppan har en kroppslängd på omkring 13 till 22 millimeter. Honorna är större än hanarna. Dess färg är vanligen grönaktig, ofta med brunaktig ovansida, med mer eller mindre tydliga svarta markeringar på bakkroppens sidor. Vingarna är hos båda könen förhållandevis korta, men honan har kortare vingar än hanen.

## Utbredning
Den kortvingade ängsgräshoppan finns i Europa och österut till Sibirien i Asien, samt i Nordafrika. I Sverige  finns den från Skåne och norrut till Uppland.

## Levnadssätt
Den kortvingade ängsgräshoppans habitat är gräsmarker, som ängar och betesmarker, men den kan också hittas i närheten av buskar och skogsbryn. Hanen stridulerar, det vill säga spelar, för att locka till sig honor och sången består av ett strävt “sräsrä”.